# Human chorionic gonadotropin
Human chorionic gonadotropin (hCG) là một loại hormone được sản xuất bởi nhau thai sau khi cấy thai. Sự hiện diện của hCG được phát hiện trong một số xét nghiệm mang thai (xét nghiệm thai HCG). Một số khối u ung thư sản xuất hormone này; do đó, mức độ tăng được đo khi bệnh nhân không mang thai có thể dẫn đến chẩn đoán ung thư và, nếu đủ cao, dẫn đến hội chứng paraneoplastic, tuy nhiên, không biết liệu việc này là nguyên nhân góp phần, hay ảnh hưởng đến việc gây ra ung thư. Chất tương tự tuyến yên của hCG, được gọi là hormone luteinizing (LH), được sản xuất trong tuyến yên của nam và nữ ở mọi lứa tuổi.
Liên quan đến các dạng hCG nội sinh, có nhiều cách khác nhau để phân loại và đo lường chúng, bao gồm tổng hCG, tổng peptide C-terminal, hCG nguyên vẹn, hCG un-subunit hCG, h-core-core và hCG tuyến yên. Liên quan đến các chế phẩm dược phẩm của hCG từ các nguồn động vật hoặc tổng hợp, có nhiều chế phẩm gonadotropin, một số trong đó là hợp lý về mặt y tế và một số khác có bản chất lang băm. Tính đến  ngày 6 tháng 12 năm 2011, Cục Quản lý Thực phẩm và Dược phẩm Hoa Kỳ đã cấm bán các sản phẩm ăn kiêng " vi lượng đồng căn " và không kê đơn và tuyên bố chúng là gian lận và bất hợp pháp.

## Kết cấu
hCG là một glycoprotein bao gồm 237 amino acid có phân tử khối là 36,7 kDa, khoảng 14,5 αhCG và 22,2kDa hCG.
Nó không đồng nhất, với một tiểu đơn vị α (alpha) giống hệt với hoocmon kích thích hoàng thể (LH), hormone kích thích nang trứng (FSH), hormone kích thích tuyến giáp (TSH) và tiểu đơn vị β (beta) là duy nhất của hCG.